# Rotigotina
 Rotigotina  è un principio attivo che si utilizza nel trattamento della malattia di Parkinson durante il primo stadio della malattia.

## Controindicazioni
Controindicata in caso di gravidanza e allattamento.

## Avvertenze
Una volta che si avvicina la fine del trattamento occorre non terminarlo bruscamente, si deve fare attenzione ai primi giorni del trattamento per via delle reazioni ipotensive. In caso di esami quali risonanza magnetica occorre rimuovere il cerotto per via dell'alluminio che contiene.

## Dosaggi
- 2 mg ogni 24 ore (si tratta di applicazioni di cerotto, trascorse le 24 ore va rimosso e nella nuova applicazione si deve scegliere un luogo diverso)

## Effetti indesiderati
Fra gli effetti collaterali più frequenti si riscontrano nausea, sonnolenza con episodi di colpi di sonno, tachicardia, ipotensione, dispepsia, sincope, confusione, diarrea, anoressia, rash cutaneo, astenia.